# Palača El Badi
Palača El Badi ali Palača Badi (arabsko قصر البديع, latinizirano: 'Palača čudes/sijaja', pogosto prevedena tudi kot Neprimerljiva palača) je porušena palača v Marakešu v Maroku. Naročil jo je sultan Ahmed al-Mansur iz rodbine Saadojcev nekaj mesecev po svojem pristopu na prestol leta 1578, gradnja in olepševanje pa sta se nadaljevala skozi večino njegove vladavine. Palača, okrašena z materiali, uvoženimi iz številnih držav, od Italije do Malija, je bila uporabljena za sprejeme in zasnovana za predstavitev sultanovega bogastva in moči. Bila je del večjega saadijskega kompleksa palače, ki je zasedala četrt Kazba v Marakešu.
Palača je bila po al-Mansurjevi smrti leta 1603 zanemarjena in je nazadnje propadla z zatonom rodbine Saadijcev. Njene dragocene materiale, zlasti marmor, so odstranili in ponovno uporabili v drugih stavbah po Maroku. Danes je pomembna turistična atrakcija v Marakešu in služi kot razstavni prostor. Predvsem je tukaj prikazan minbar mošeje Kutubija.
V sklopu  »Medina of Marrakesh« je na seznamu Unescove svetovne dediščine.

## Ime
Ime el-Badi' (arabsko البديع), običajno prevedeno kot neprimerljivi, je eno od 99 božjih imen v islamu. Ahmad al-Mansur je morda izbral ime zaradi svoje priznane pobožnosti, pa tudi zato, da odraža svojo namero, da ustvari vrhunsko palačo, ki bo naredila vtis na goste. Ime je imelo tudi zgodovinske precedence v arhitekturi mavrskih palač, saj je bilo uporabljeno za označevanje enega od paviljonov v kalifovi palači v Cordobi v Španiji (Al Andaluz).

## Zgodovina

### Ozadje
Pred vladavino saadijskega sultana Mulaja Abdalaha al-Ghaliba (vladal 1557-1574) so vladarji Marakeša prebivali v stari kazbi (citadela), ki jo je zgradila rodbina Almohadov v poznem 12. in zgodnjem 13. stoletju. Po besedah sodobnega kronista Marmola je bil Mulaj Abdalah, pomemben gradbenik svojega časa, prvi, ki je zgradil novo palačo na območju, kjer stoji palača El Badi, ob severnem robu kazbe Almohadov v bližini mošeje Kazba in novonastalih Saadijskih grobnic. Pravo palačo El Badi pa je zgradil sultan Ahmed al-Mansur al-Dhahabi (vladal 1578-1603) na vrhuncu moči rodbine Saadi. Gradnjo palače, skupaj z drugimi al-Mansurjevimi projekti, je verjetno financirala znatna odkupnina, ki so jo plačali Portugalci po bitki pri Treh kraljih leta 1578.  Bogastvo med al-Mansurjevo vladavino je bilo tudi posledica nadzora Saadijcev nad trgovino s sladkorjem. Maroko je bil takrat pomemben izvoznik sladkorja v Evropo, skupaj z drugimi izdelki, kot so svila, baker in usnje. Leta 1590 je al-Mansur sprožil vojaške pohode na jug, ki so se končali z osvojitvijo Timbuktuja in Gao v Maliju ter porazom imperija Songaj. Ta nadzor čez saharskih trgovskih poti je al-Mansurju omogočil povečati dostop Maroka ne le do zlata, temveč tudi do sužnjev – na katere se je zanašala industrija predelave sladkorja in ki so bili potrebni za konkurenco trgovini s sladkorjem, ki je prihajala iz Brazilije in Karibov (pod nadzorom Evropejcev in prav tako odvisnih od sužnjev).

### Gradnja
Po besedah al-Ifranija se je gradnja palače začela decembra 1578 (Šaval 986 po hidžri), le nekaj mesecev po saadijski zmagi v bitki pri Treh kraljih in Ahmadovem pristopu na oblast, in je trajala petnajst let ter se končala leta 1593 (1002 po hidžri). Francoski zgodovinar Gaston Deverdun pa poudarja, da nam »portugalski načrt« iz leta 1585 (ilustriran dokument, ki zagotavlja pomembne informacije o postavitvi marakeške kazbe v tistem času) prikazuje popolnoma dokončano palačo, hkrati pa obstajajo tudi zapisi o tem, da je Ahmed al-Mansur kupoval marmor za gradnjo do leta 1602, leto pred svojo smrtjo. To nakazuje, da je bila glavna gradnja palače morda dokončana do zgodnjih 1580-ih, vendar je al-Mansur še naprej olepševal palačo do svoje smrti.
Gradnja palače je bila velik podvig. Sultan je dal pripeljati delavce in obrtnike iz mnogih regij, vključno z Evropo, da so pomagali pri gradnji; tako zelo, da se je v bližini gradbišča vzpostavila cvetoča tržnica, ki je služila delavcem. Al-Mansur je bil tako vpleten v gradnjo, da se je delo nadaljevalo učinkovito, da je celo poskrbel za varstvo otrok za svoje delavce, da bi zagotovil, da jih ne bi motile druge prednostne naloge. Materiali so bili uvoženi iz več regij in tujih držav, vključno z marmornimi stebri, izdelanimi v Italiji, ter apno in mavec iz Timbuktuja.

### Propadanje
Po padcu Saadijcev in vzponu rodbine Alavi je palača začela hitro propadati. Zdi se, da ga po al-Mansurjevi smrti niso vzdrževali in njene prostore je v nekem trenutku celo prizadela malarija. Medtem ko je prvi alavijski sultan, Mulaj Rašid Maroški, tukaj lahko na kratko živel v letih 1668-1669, manj kot deset let kasneje njegov naslednik Mulaj Ismail ibn Šarif ni hotel dovoliti obiska veleposlanikov zaradi slabega stanja.
Po al-Ifraniju je leta 1707-08 (1119 po hidžri) Mulaj Ismail ukazal, da se palača poruši in odstrani njena vsebina, materiali in okraski, ki so bili nato ponovno uporabljeni pri gradnji njegove nove palače in prestolnice v Meknesu. V resnici je razstavljanje palače verjetno potekalo postopoma skozi čas, začelo se je precej pred letom 1707 in nadaljevalo tudi po Mulaju Ismailu. Arhitekturne elemente saadijskega izvora, najverjetneje vključno z elementi iz palače Badi, najdemo v številnih stavbah po Maroku in celo v Alžiru; na primer mavzolej Mulaj Ismaila v Meknesu in Zavija Mulaja Idrisa II. v Fesu. Vmes so ruševine palače postale paša za živali in celo zatočišče za sove.

### Danes
Palača je danes znana turistična atrakcija. Kompleks vsebuje razstavni prostor, kjer je na ogled almoravidski minbar iz 12. stoletja, ki je nekoč stal v mošeji Kutubija, poleg drugih razstavnih prostorov, odprtih leta 2018. V palači že vrsto let poteka Marakeški folklorni festival.
Palača je bila močno poškodovana v potresu septembra 2023, ki je prizadel južni Maroko. Zgodnja ocena škode je odkrila večje razpoke v stenah razstavnih prostorov v palači in na območju, kjer se so sodobne sanitarije. Stavba je bila začasno zaprta zaradi popravil in ponovno odprta za obiskovalce oktobra 2023.

## Saadijski kraljevi kompleks
Saadijske palače so tvorile kompleks, zgrajen znotraj ogromne kazbe (citadele) na južni strani mesta, ki je bila prvotno postavljena v obdobju Almohadov pod kalifom Jakubom al-Mansurjem. Nekateri izmed različnih elementov saadijskih palač so morda že bili zgrajeni pod Abdalahom al-Ghalibom, medtem ko jih je Ahmed al-Mansur dodal in okrasil.
V kompleks se je vstopilo preko Grand Mehuar, velikega slovesnega trga ali dvorišča, južno od mošeje Kazba iz obdobja Almohadov. Tukaj so bila glavna vrata kraljeve palače in so vodila do manjšega mehouarja, od katerega je potekal dolg prehod proti vzhodu, ki je omogočal dostop do različnih sestavnih delov palače. Na južni strani tega prehoda je bila večina funkcionalnih prilog palače, vključno s kuhinjami, skladišči, zakladnico in hlevi. Na severni strani prehoda je bila velika sprejemna palača, pravi El Badi, skupaj z zasebnimi prostori sultana in njegove družine, njihovimi kopališči (hamami), zasebno mošejo in kovnico. Nazadnje, zunaj teh struktur, ki so zasedale celotno vzhodno stran kazbe, so bili številni vrtovi za uživanje. Ti so vključevali kristalni vrt (az-zujaj), kraljevi vrt, znan kot al-Mustaha (»zaželeni«) z velikim vodnim bazenom, in vrt Kasr ali notranji vrt za al-Mansurjeve zasebne prostore. Ahmed al-Mansur je prenovil tudi obsežne vrtove Agdal južno od kazbe, ki so jih je prvotno ustvarili Almohadi. Celoten kompleks palače in citadele je bil obdan z utrjenim obzidjem, kot v času Almohadov in kot ga vidimo še danes.
Ena nenavadna značilnost v kompleksu palače je bil visok stolp, ki je vidno upodobljen v opisih Marakeša v saadijskem obdobju, vendar je manjkal v kasnejši alavitski dobi. Negotovega izvora je bila ta stavba morda zasebni opazovalni stolp iz obdobja Almohadov ali Saadijcev, ki se je uporabljal za uživanje sultana in je bil podoben manjšim dvignjenim razglednim točkam v nekaterih aristokratskih dvorcih v Marakešu in Fesu.

## Arhitektura El Badija

### Lega
Sama palača El Badi je bila sprejemna palača, kjer je sultan Ahmed al-Mansur gostil in sprejemal goste. Tloris palače je v bistvu pravokoten, osredotočen okoli ogromnega dvorišča (ki meri 135 × 110 metrov) z osrednjim bazenom (ki meri 90,4 × 21,7 metra). Dvorišče je imelo tudi štiri ogromne potopljene vrtove, izkopane in ponovno odkrite v sodobnem času, ki so bili razporejeni simetrično okoli osrednjega bazena, kot tudi štiri druge vodne bazene (ki merijo približno 30 × 20 metrov) vzdolž zahodne in vzhodne strani dvorišča. Ta ureditev je bila v bistvu ureditev vrta riad (simetrični notranji vrt v mavrski arhitekturi) v velikem obsegu.
Vsaka stran tega pravokotnega dvorišča je imela velik paviljon z veliko in okrašeno kupolo (kuba), okoli katere so bile druge kupole in strukture. Dva največja paviljona sta bila obrnjena drug proti drugemu na vzhodnem in zahodnem koncu dvorišča. Zdi se, da je ta ureditev paviljonov evolucija postavitve, ki jo vidimo na dvorišču levov v Alhambri, vendar v večjem obsegu.
Zahodni paviljon dvorišča je bil v arabščini znan kot al-Kubat al-Khamsinija (arabsko القُبة الَخْمسينية, latinizirano: 'Kupola/paviljon petdesetih'), poimenovan bodisi po površini okoli 50 komolcev bodisi po dejstvu, da je nekoč imel 50 stebrov. al-Kubat al-Khamsinija je tudi naslov pesmi Abd al-Aziza al-Fištalija, pesnika nagrajenca na dvoru sultana Ahmeda al-Mansurja. Služila je kot sprejemna ali prestolna dvorana za sultana. Niša v zadnji steni dvorane označuje mesto, kjer je včasih sedel sultan. Nad to nišo je bil arabski napis, vklesan v črnem marmorju sredi belega marmorja, ki je prekrival preostale stene. Na sredini dvorane je bil vodnjak, obdan z dvema vodnima bazenoma, pokritima z nežnim okrasjem zellij in napajanim z vodo, ki je brizgala iz srebrnih skulptur živali, kot so leopardi, levi in pitoni.
Paviljon na vzhodni strani dvorišča (danes ne stoji več) je bil znan kot Kubat az-Zujaj (arabsko قبة الزجاج, latinizirano: 'Paviljon iz kristala/stekla') ali Kubat ad-Dahab (arabsko قبة الذهب, latinizirano: 'Paviljon zlato'). Bila je rezervirana za sultanovo zasebno uporabo in je omogočala dostop do Kristalnega vrta na vzhodu (omenjenega zgoraj).
Paviljon na severni strani dvorišča je bil znan kot Kubat al-Khadra (arabsko القبة الخضراء, latinizirano: 'Zeleni paviljon') in je nekoč imel dve nadstropji s številnimi sobami. Prizidek na zahodni strani tega paviljona, tlakovan z zellijem in danes dostopen obiskovalcem, je vseboval tri stanovanjske enote, ki so se morda uporabljale kot sobe za goste tujih veleposlanikov.
Južni paviljon je bil znan kot Kubat al-Khajzuran (arabsko قبة الخيزران, latinizirano: 'Paviljon heliotropa/mirte'; morda tudi poimenovan po eni od najljubših al-Mansurjevih konkubin) in je morda vodil do ženskih prostorov. Za tem paviljonom so bila kopališča, ki so bila delno izkopana in katerih ostanke lahko danes obiščemo. Poleg paviljonov je bil preostali del oboda dvorišča obdan z galerijo z loki s profilom lambrequin ali muqarnas, podobnimi tistim, ki jih vidimo na Dvorišču levov in v drugi maroški arhitekturi.
- Nekdanja sprejemna dvorana in prestolna soba znotraj zahodnega paviljona, Kuba al-Khamsinija. V ospredju so ostanki pravokotnega vodnega bazena, pokritega z mozaikom zellij.
- Vzhodni paviljon (Kubat al-Zujaj), ki danes ne stoji več, vendar prikazuje ostanke podzemne vodne infrastrukture
- Prizidek na severozahodni strani palače, ki je vseboval stanovanjske prostore, morda za tuje veleposlanike
- Prizidek na južni strani palače, verjetno vključno z ostanki kopališča (hamam)
- Dvojni kapitel iz nekaterih stebrov palače, izklesan v marmorju
- Ohranjena plošča iz ploščic zellij iz palače z vzorcem dvajsetkrake zvezde

### Materiali in dekoracija
Palača je bila razkošen prikaz najboljšega obrtniškega znanja saadijskega obdobja, zgrajena z uporabo nekaterih najdražjih materialov tistega časa, vključno z zlatom in oniksom, s stebrišči iz italijanskega marmorja, ki so jih z italijanskimi trgovci zamenjali za enako težo v sladkorju. Čeprav je bila osrednja struktura zidov palače narejena iz nabite zemlje, ojačane z mešanico apna, so bile stene prekrite s temi dragimi materiali in dovršenim okrasjem (čeprav danes stojijo gole zaradi kasnejšega rušenja palače).
Tla so bila tlakovana z marmorjem in zellijem (mozaičnimi ploščicami), stropi in kapiteli stebrov so bili pozlačeni, stene pa prekrite z zapleteno izrezljano štukaturo s kaligrafskimi napisi. Fragmenti zellija, ki so bili odkriti v sodobnih izkopavanjih v palači, kažejo, da so saadijski obrtniki ustvarili geometrične vzorce, ki so bili še bolj zapleteni kot tisti iz prejšnjih obdobij, vključno s primeri dvajsetkrakih zvezd. Različni vrtovi in bazeni so vsebovali fontane z vodnimi curki, ki spominjajo na vlogo vode v andaluzijski arhitekturi Alhambre (ki je očitno imela opazen vpliv na saadijsko arhitekturo na splošno) in zahtevajo podzemno hidravlično infrastrukturo obokov in kanalov.